# Phaonia xingxianensis
Phaonia xingxianensis är en tvåvingeart som beskrevs av Ma och Wang 1985. Phaonia xingxianensis ingår i släktet Phaonia och familjen husflugor. Inga underarter finns listade i Catalogue of Life.